# Бельська Ірина Миколаївна
Ірина Миколаївна Бельська — українська астрономка, спеціалістка зі спектроскопії та поляриметрії малих тіл Сонячної системи, керівниця відділу фізики астероїдів і комет НДІ астрономії Харківського національного університету, лауреатка Державної премії України в галузі науки і техніки (2010).

## Життєпис

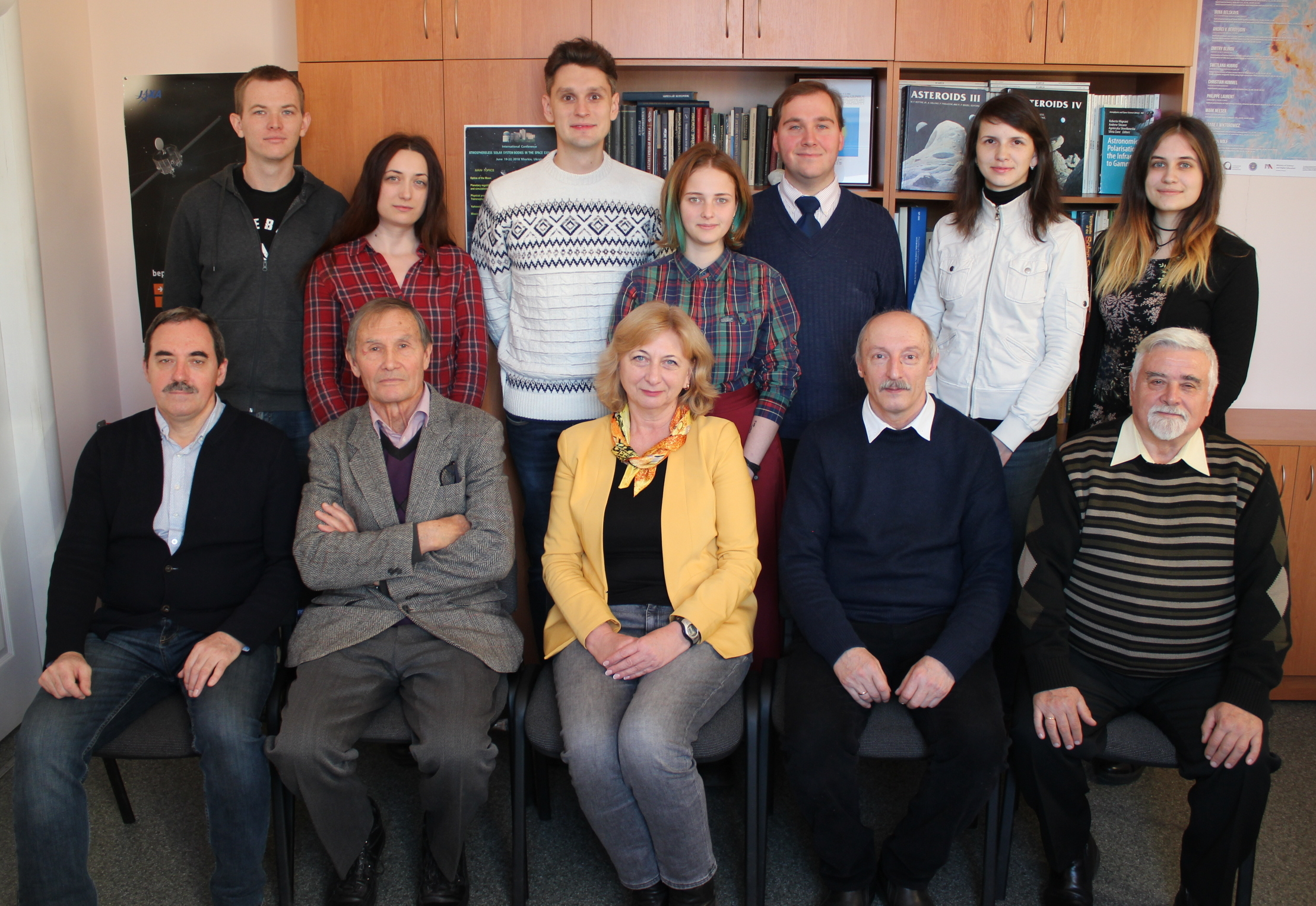
Ірина Бельська (в центрі) в оточенні очолюваного нею відділу фізики астероїдів і комет НДІ астрономії ХНУ. Другий зліва в першому ряду — Дмитро Лупішко, науковий керівник Ірини Бельської. У другому ряду — учні Ірини Бельської Тетяна Громакіна (2-а зліва) та Іван Слюсарев (3-й справа).

Народилася 14 листопада 1958 року в Харківській області. 1975 року з золотою медаллю закінчила фізико-математичну школу і поступила в Харківський університет на спеціальність «Астрономія». 1980 року закінчила університет з відзнакою і почала працювати в університетській астрономічній обсерваторії. 1987 року в Головній астрономічній обсерваторії захистила кандидатську дисертацію «Фотометрія і поляриметрія астероїдів М-типу».
Працювала в Упсальській обсерваторії (Швеція, 1992—1993), Паризькій обсерваторії (Франція, 2002—2004). Здобула гранти Американського астрономічного товариства (1992), ДААД (2000), Європейського космічного агентства (2003), Міжнародного інституту космічних наук (2008), стипендію Інституту Швеції (1992), Міжнародну стипендію Марії Кюрі (2009). 2008 року захистила докторську дисертацію «Оптичні властивості поверхонь астероїдів, кентаврів та тіл поясу Койпера».
2010 року в колективі авторів здобула Державну премію України в галузі науки і техніки за роботу «Розвиток теоретичних основ, розробка та застосування поляриметричних методів і апаратури для дистанційного зондування об'єктів Сонячної системи наземними та аерокосмічними засобами».

## Відзнаки
- Державна премія України в галузі науки і техніки (2010)[2].
- Премія Міжнародної академії астронавтики за найкращу базову наукову книжку(2009)[4].
- На честь науковиці названо астероїд 8786 Бельська. В номінації на найменування відзначено: «Її дослідження зосереджені на обертальних та поверхневих властивостях малих планет головного пояса, зокрема, об'єктів таксономічного типу М. Вона зробила важливий внесок у цій галузі, поєднавши фотометричні та поляриметричні спостереження з оптичними лабораторними вимірюваннями аналогів астероїдної речовини»[5].